# Woolstock
Woolstock è un comune degli Stati Uniti d'America, situato nello Stato dell'Iowa, nella contea di Wright.